# Georg Gottfried Gervinus
Georg Gottfried Gervinus, född den 20 maj 1805, död den 18 mars 1871, var en tysk historiker, litteraturhistoriker och politiker.
Gervinus blev professor i Göttingen 1835, avsattes 1837 tillsammans med sex andra på grund av sin protest mot att kungen upphävde författningen. Han var från 1844 verksam i Heidelberg. Gervinus sökte se litteraturen i samband med den nationella och politiska utvecklingen. 1847–48 var han huvudsredaktör för Deutsche Zeitung. Han var medlem av Frankfurtparlamentet men lämnade det redan i augusti 1848. Gervinus var motståndare till utvecklingen i Tyskland 1866–70.